# Andreas Meurer

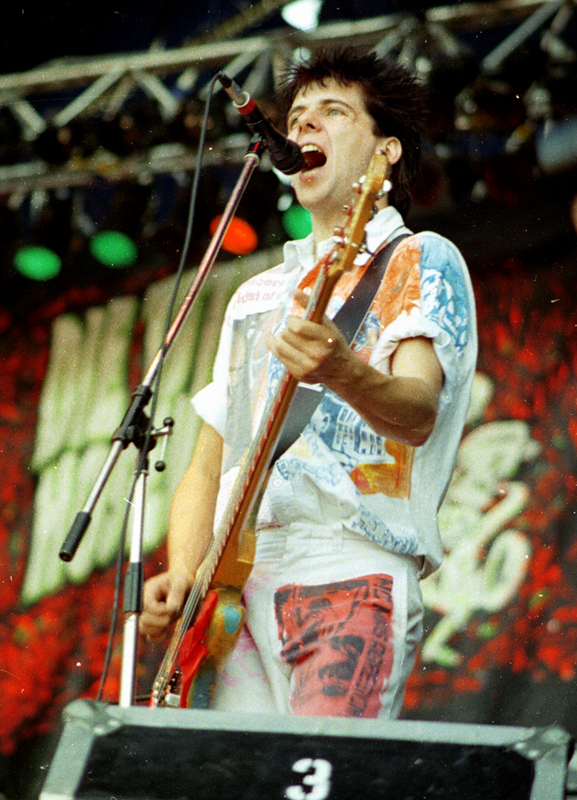
Andi 1987

Andreas Meurer mest känd som Andi, född 24 juli 1962 i Essen, är basist i det tyska punkbandet Die Toten Hosen.
2003 grundade han tillsammans med Susy Hertsch, som har varit med och gjort många av Die Toten Hosens scenkläder, klädesmärket Misprint.